# La Cellette (Creuse)
La Cellette é uma comuna francesa na região administrativa da Nova Aquitânia, no departamento de Creuse. Estende-se por uma área de 21,48 km². Em 2010 a comuna tinha 250 habitantes (densidade: 11,6 hab./km²).